# Долоасп
Долоасп (др.-греч. Δολόασπιν; IV век до н. э., неизвестно — неизвестно, Римская республика) — македонский номарх Египта.

## Биография
По свидетельству Арриана, которое не оспаривают и некоторые современные исследователи, например, канадский исследователь В. Хеккель, Долоасп по происхождению был египтянином. Однако большинство учёных полагают, что Долоасп был персом, хотя Бухарин М. Д. критически отнёсся к этому предположению с позиций лингвистики.
После того, как Александр Македонский в 332 году до н. э. без боя овладел страной на Ниле, он существенно реорганизовал местную систему управления, стремясь при этом не допустить сосредоточения административных функций в стратегически и экономически важном регионе в одних руках. Часть властных полномочий была передана македонянам, а часть — «варварам». Долоасп вместе с Петисисом стали наместниками двух частей Египта — «номархами», но без права вмешательства в военную сферу. При этом главным финансовым администратором был назначен Клеомен, а номархи, по замечанию Бэдиана Э., Йойотта Ж., обеспечивали помимо прочего своевременное поступление налогов. Как отметил Шифман И. Ш., Александром было учтено традиционное разделение страны на Верхний и Нижний Египет. В. Хеккель затруднился с определением территории управления, но, по мнению Ладынина И. А., Долоасп первоначально властвовал над Верхним Египтом. Через некоторое время Петисис оставил свой пост, и Долоасп стал единственным титульным наместником. Как отметили Гафуров Б. Г. и Цибукидис Д. И., причины этой отставки неизвестны. Но теперь, по словам Шофмана А. С., первоначальный план Александра оказался непретворённым в жизнь.